# Niamh Fahey
Niamh Fahey (Galway, 13 de octubre de 1987) es una futbolista irlandesa. Capitana de su equipo, juega como defensora o centrocampista en el Liverpool de la Women's Super League de Inglaterra. Es internacional con la selección de Irlanda.
Anteriormente ha jugado para el Chelsea. Antes de unirse a éste en diciembre de 2014, Fahey pasó seis temporadas con el Arsenal Ladies. También ha ganado copas nacionales jugando fútbol gaélico con el Galway Ladies Football.

## Trayectoria
Fahey se inició en el fútbol jugando para el Salthill Devon de su ciudad natal. Progresó en las filas junto a su futura compañera de equipo internacional Méabh De Búrca. Ambas llevaron al Galway FC a ganar la Copa Femenina de la FAI en 2007. En la final de esta competición contra el Raheny United, Fahey anotó el penal ganador y también frustró un peligroso ataque de la delantera contrincante Olivia O'Toole, en lo que RTÉ describió como "una exhibición individual espléndida".
Se unió al Arsenal Ladies en agosto de 2008. En su primera temporada con las Gunners, acumuló 18 partidos, la mayoría como lateral izquierda, cuando el club se llevó el triplete nacional.
El 19 de diciembre de 2014, Fahey fichó por el Chelsea LFC. La futbolista también ganó el All-Ireland en 2004 con el Galway LGFA.

## Selección nacional
Fahey ha acumulado más de 100 partidos con la República de Irlanda, habiendo representado previamente a su país en las categorías sub-17 y sub-19. En marzo de 2007, Fahey tuvo su debut absoluto con Irlanda en un empate 1-1 contra Portugal en el partido inaugural de la Copa Algarve. Después de afianzarse en el once inicial de la selección, Fahey fue nombrada Jugadora Internacional del Año de la FAI en 2008, 2009 y 2011.
En abril de 2013, Fahey sufrió una lesión del ligamento cruzado anterior mientras jugaba para el Arsenal. Los 30 minutos que jugó contra el Euskadi en mayo de 2014 fueron su primer partido de vuelta.
El 16 de febrero de 2022, jugó su centenar de partidos con la República de Irlanda en la victoria por 2-1 sobre Polonia en la Copa Pinatar de 2022. Marcó su primer gol internacional en su partido número 104, una victoria de 9-0 sobre Georgia en la clasificación para la Copa Mundial de 2023 el 27 de junio de 2022.

## Estadísticas

### Clubes
| Club                 | País       | Año         |
| -------------------- | ---------- | ----------- |
| Salthill Devon       | Irlanda    | 2000 - 2008 |
| Galway FC            | Irlanda    | 2007        |
| Arsenal              | Inglaterra | 2008 - 2014 |
| Chelsea              | Inglaterra | 2015 - 2017 |
| Girondins de Burdeos | Francia    | 2017 - 2018 |
| Liverpool            | Inglaterra | 2018 - 2025 |

## Palmarés

### Fútbol

#### Títulos nacionales
| Título                         | Club      | País       | Año     |
| ------------------------------ | --------- | ---------- | ------- |
| FA Women's Premier League      | Arsenal   | Inglaterra | 2008-09 |
| FA Women's National League Cup | Arsenal   | Inglaterra | 2008-09 |
| Women's FA Cup                 | Arsenal   | Inglaterra | 2008-09 |
| FA Women's Premier League      | Arsenal   | Inglaterra | 2009-10 |
| Women's FA Cup                 | Arsenal   | Inglaterra | 2010-11 |
| Women's Super League           | Arsenal   | Inglaterra | 2011    |
| FA Women's League Cup          | Arsenal   | Inglaterra | 2011    |
| FA Women's League Cup          | Arsenal   | Inglaterra | 2012    |
| Women's Super League           | Arsenal   | Inglaterra | 2012    |
| Women's FA Cup                 | Arsenal   | Inglaterra | 2012-13 |
| FA Women's League Cup          | Arsenal   | Inglaterra | 2013    |
| Women's FA Cup                 | Arsenal   | Inglaterra | 2013-14 |
| Women's FA Cup                 | Chelsea   | Inglaterra | 2014-15 |
| Women's Super League           | Chelsea   | Inglaterra | 2015    |
| FA Women's Championship        | Liverpool | Inglaterra | 2021-22 |

### Fútbol gaélico

#### Títulos nacionales
| Título                                           | Club       | País    | Año  |
| ------------------------------------------------ | ---------- | ------- | ---- |
| All-Ireland Senior Ladies' Football Championship | Galway GAA | Irlanda | 2004 |